# Lusófonos na Volta a Espanha
A participação de ciclistas Portugueses na Volta a Espanha tem um vasto historial, registando-se desde logo na 5ª edição (1945) a primeira participação, com 8 ciclistas inscritos. Destes, 4 chegariam ao final em Madrid, destacando-se a prestação do ciclista João Rebelo de Jesus com um honroso 6º lugar e 2 vitórias em etapas (12ª e 14ª).
Seguiram-se muitas mais participações com excelentes resultados como a de Joaquim Agostinho em 1974, arrecadando 2 vitórias em etapas e classificando-se em 2º na Geral Individual, não tendo ganho a prova por escassos 11 segundos.
Destacam-se de seguida os ciclistas lusos que venceram etapas ou que alguma vez se classificaram na Geral Individual final acima do 20º lugar ou ainda que obtiveram classificações finais de destaque: 

## Portugueses naVuelta
- João Rebelo de Jesus - 2 participações

- 1945 - 6º; vencedor de 2 etapas: 12ª entre San Sebastián e Bilbao e a 14ª entre Santander – Reinosa; foi ainda 2º na classif. por pontos e 2º na classif. da montanha.
- 1946 - 10º

- Julio Mourão - 1 participação

- 1945 - 17º

- João Lourenço - 2 participações

- 1945 - NT
- 1946 - 29º; vencedor de 1 etapa: 7ª entre Baza e Murcia.

- Alves Barbosa - 3 participações

- 1957 - Portugal – 13º
- 1958 - Portugal – 16º
- 1961 - Portugal - 18º; vencedor de 1 etapa: 9ª entre Albacete e Madrid.

- Ribeiro da Silva - 1 participação

- 1957 - Portugal – 4°

- José Sousa Cardoso - 3 participações

- 1958 - Portugal – NT
- 1959 - Portugal – 31º; vencedor de 1 etapa: 12ª etapa Pamplona e San Sebastián.
- 1966 - FC Porto - NT

- Joaquim Agostinho - 5 participações

- 1972 - Magniflex-Van Cauter – NT
- 1973 - BIC – 6º
- 1974 - BIC – 2º; vencedor de 2 etapas: 14ª entre Oviedo e Cangas de Onís e a 19ªB entre San Sebastián e San Sebastián.
- 1976 - TEKA – 7º; vencedor de 1 etapa: 6ª entre Cartagena e Cartagena (CRI); foi durante 4 etapas camisola amarela ; 3º na classificação final da montanha
- 1977 - TEKA – 15º

- Fernando Mendes - 5 participações

- 1973 - Coelima-Benfica – 27º
- 1974 - Coelima-Benfica – 11º
- 1975 - SL Benfica – 6º; Vitória na classificação final das metas volantes 
- 1976 - TEKA – 20º
- 1977 - TEKA – 13º

- José Martins - 5 participações

- 1973 - Coelima-Benfica – 38º
- 1974 - Coelima-Benfica - NT
- 1975 - Coelima – 8º
- 1976 - KAS – 15º
- 1978 - TEKA – 20º

- José Madeira - 2 participações

- 1974 – Coelima-Benfica – NT
- 1975 – SL Benfica – 12º

- Antonio Martins Lopes - 2 participações

- 1974 – Coelima-Benfica – NT
- 1975 – SL Benfica – 13º

- Manuel Rego - 1 participação

- 1975 – Coelima – 20º

- Joaquim Gomes - 5 participações

- 1987 – Sporting CP – NT
- 1989 – Sicasal-Acral - NT
- 1990 – Sicasal-Acral - NT
- 1994 – Recer-Boavista - 16º
- 1995 - Sicasal-Acral - NT

- Acacio da Silva - 4 participações

- 1987 – KAS – NT
- 1988 – KAS – 38º
- 1991 - Lotus – 65º; Vitória na classificação final dos sprints especiais 
- 1993 – Lampre-Polti – 64º

- Orlando Rodrigues - 7 participações

- 1992 - Sicasal-Acral – 65º
- 1993 - Artiach – 76º
- 1994 - Artiach - 95º
- 1995 - Artiach – 14º
- 1996 - Banesto - 34º
- 1997 - Banesto - NT
- 1999 - Banesto - 70º

- Rui Sousa - 1 participação

- 2002 - Milaneza-MSS- 16º

- Sérgio Paulinho - 7 participações

- 2006 – Astana - 15º; vencedor de 1 etapa: 10ª entre Avilés e Santillana del Mar.
- 2007 – Discovery Channel - NT
- 2008 – Astana – 26º
- 2011 - Team RadioShack - 85º
- 2012 – Team Saxo Bank-Tinkoff Bank – 70º
- 2014 - Tinkoff-Saxo - 57º
- 2016 - Tinkoff - 115º

- André Cardoso - 4 participações

- 2012 – Caja Rural – 21º
- 2013 – Caja Rural – 16º; 4º na classificação final da montanha
- 2014 - Garmin-Sharp - 25º
- 2015 – Cannondale-Garmin - 18º

- Nelson Oliveira - 6 participações

- 2011 – Team RadioShack – 118º
- 2015 – Lampre-Merida – 21º; vencedor da Etapa 13 entre Calatayud e Tarazona.
- 2017 – Movistar Team – 47º
- 2018 – Movistar Team – 71º
- 2019 – Movistar Team – 46º
- 2020 – Movistar Team – 39º

- Tiago Machado - 5 participações

- 2011 – Team RadioShack – 32º
- 2012 – Team RadioShack – 83º
- 2015 – Katusha – 35º
- 2016 – Katusha – 85º
- 2018 – Katusha-Alpecin – 84º

- José Mendes - 3 participações

- 2013 – Team NetApp–Endura – 22º
- 2016 – Bora-Argon 18 – 54º
- 2018 – Burgos-BH – 83º

- José Gonçalves - 4 participações

- 2015 – Caja Rural-Seguros RGA – 34º
- 2016 – Caja Rural-Seguros RGA – NT
- 2017 – Katusha-Alpecin – NT
- 2018 – Katusha-Alpecin – NT

- Ricardo Vilela - 4 participações

- 2015 – Caja Rural-Seguros RGA – 48º
- 2017 – Manzana Postobón Team – 50º
- 2019 – Burgos BH – 105º
- 2020 – Burgos BH – 99º

- Mário Costa - 1 participação

- 2016 – Lampre-Merida – NT

- Rui Costa - 3 participações

- 2017 – UAE Team Emirates – 43º
- 2020 – UAE Team Emirates – 44º
- 2023 – Intermarché-Circus-Wanty – 41º, vencedor da 15ª etapa

- Rafael Reis - 1 participação

- 2017 – Caja Rural-Seguros RGA] – 132º

- Ruben Guerreiro - 1 participação

- 2019 – Katusha-Alpecin – 17º, 5º da Juventude

- Domingos Gonçalves - 1 participação

- 2019 – Caja Rural-Seguros RGA – NT

- Nuno Bico - 1 participação

- 2019 – Burgos-BH – 153º

- Rui Oliveira - 1 participação

- 2020 – UAE Team Emirates – 119º

- Ivo Oliveira - 1 participação

- 2020 – UAE Team Emirates – 101º

- João Almeida - 1 participação

- 2023 – UAE Team Emirates – 9º
NT - Não terminou